# Margaret Campbell
Ethel Margaret Campbell (nascida Whigham, anteriormente Sweeny; Newton Mearns, 1 de dezembro de 1912 – Londres, 25 de julho de 1993) foi uma herdeira, socialite e duquesa escocesa que ficou mais famosa por seu casamento em 1951 e divórcio muito divulgado em 1963 de seu segundo marido, Ian Campbell, 11º duque de Argyll.

## Início de vida
Ethel Margaret Whigham foi filha única de Helen Mann Hannay e George Hay Whigham. Seu pai, filho do advogado e jogador de críquete escocês David Dundas Whigham, foi presidente da Celanese Corporation da Grã-Bretanha e América do Norte. Ele era um milionário autodidata: embora seus pais fossem bem relacionados, não eram particularmente ricos. Margaret passou seus primeiros quatorze anos de vida na cidade de Nova Iorque, onde foi educada em uma escola particular, a Hewitt School. Sua beleza era muito comentada, e ela teve romances juvenis com o príncipe Ali Khan, o milionário aviador Glen Kidston e o herdeiro da editora Max Aitken, que mais tarde se tornaria o segundo lorde Beaverbrook.
Em 1928, o futuro ator David Niven, então com 18 anos, teve relações sexuais com Margaret, de 15 anos, durante um feriado em Bembridge, na ilha de Wight. Como resultado, e para a fúria de seu pai, ela engravidou. Ela foi levada para um asilo em Londres para um aborto secreto. "O inferno se instalou", lembrava sua cozinheira da família, Elizabeth Duckworth. Margaret não mencionou o episódio em suas memórias de 1975, mas continuou a adorar Niven até o dia de sua morte. Ela foi uma das convidadas no serviço memorial de Niven em Londres.

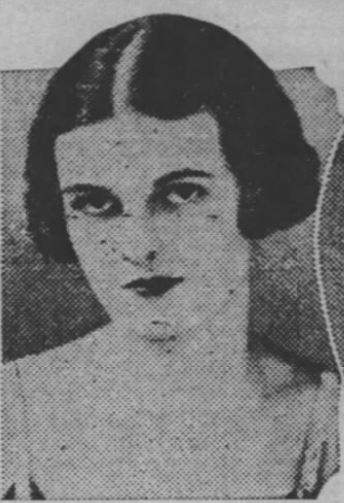
Margaret em 1933

Em 1930, Margaret foi apresentada na Corte em Londres e ficou conhecida como a debutante do ano. Pouco depois, anunciou seu noivado com Charles Guy Fulke Greville, o 7º Conde de Warwick. No entanto, o casamento não aconteceu porque ela preferiu Charles Francis Sweeny (1910–1993), um empresário norte-americano e golfista amador de uma rica família da Pensilvânia. Seus numerosos romances iniciais incluíram um caso com Jorge, duque de Kent.

## Primeiro casamento

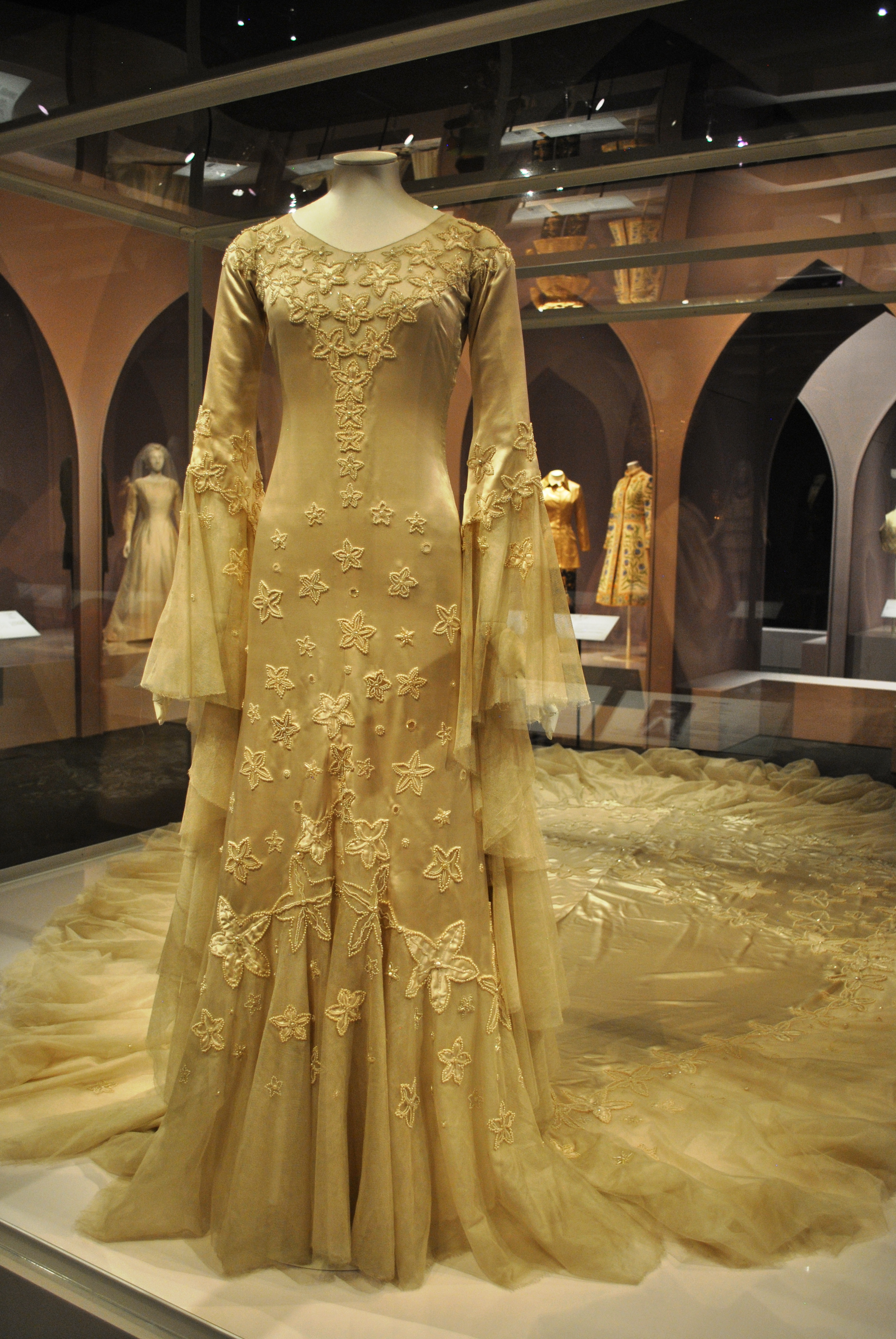
Vestido de noiva de Margaret para seu casamento com Charles Sweeny em 1933, desenhado por Norman Hartnell. Feito de cetim de seda e tule bordado com miçangas de vidro, com cauda de 2,6 metros. No Museu Vitória e Alberto

Em 21 de fevereiro de 1933, após sua conversão ao catolicismo romano, Margaret casou-se com Sweeny no Brompton Oratory, em Londres. O casamento, que contou com um vestido de noiva de Norman Hartnell, teve tanta repercussão que o tráfego em Knightsbridge ficou bloqueado por três horas. Pelo resto de sua vida, Margaret foi associada ao glamour e à elegância, sendo cliente regular de Hartnell, Victor Stiebel e Angele Delanghe em Londres, tanto antes quanto depois da Segunda Guerra Mundial. Ela foi uma das várias beldades da sociedade fotografadas como figuras clássicas pela Madame Yevonde.
Margaret teve três filhos com Sweeny: uma filha, que nasceu morta aos oito meses no final de 1933; outra filha, Frances Helen (1937–2024), que se casou com Charles Manners, o 10º Duque de Rutland; e um filho, Brian Charles (1940–2021). Antes dessas gravidezes, ela sofreu oito abortos espontâneos.
Em 1943, Margaret sofreu uma queda quase fatal em um poço de elevador. "Caí quarenta pés até o fundo do poço do elevador", ela lembrou mais tarde. "A única coisa que me salvou foi o cabo do elevador, que quebrou minha queda. Eu devo ter me agarrado a ele, pois mais tarde descobriram que todas as minhas unhas estavam arrancadas. Eu aparentemente caí de joelhos e bati a parte de trás da cabeça contra a parede".

## Relacionamentos interconjugais
Os Sweenys se divorciaram em 1947. Após o fim de seu primeiro casamento, Margaret foi brevemente noiva de um banqueiro nascido no Texas, Joseph Thomas, da Lehman Brothers, mas ele se apaixonou por outra mulher e o noivado foi desfeito. Ela também teve um relacionamento romântico sério com Theodore Rousseau, curador do Museu Metropolitano de Arte, que, como ela lembrou, era "altamente inteligente, espirituoso e confiante a ponto de ser arrogante". Esse romance também terminou sem que o casal formalizasse a relação, já que a mãe de dois temia que "Ted não fosse um 'material para padrasto'". Ainda assim, ela observou em suas memórias: "[N]ós continuamos a nos ver constantemente".

## Segundo casamento
Em 22 de março de 1951, Margaret tornou-se a terceira esposa de Ian Campbell, 11º duque de Argyll. Ela escreveu mais tarde:
"Eu tinha riqueza, eu tinha boa aparência. Quando jovem, fui constantemente fotografada, escrita, elogiada, admirada, incluída na lista das Dez Mulheres Mais Bem Vestidas do Mundo e mencionada por Cole Porter nas palavras de sua música de sucesso You're the Top. O topo era o que eu devia ser. Eu me tornara duquesa e senhora de um castelo histórico. Minha filha casou-se com um duque. A vida parecia, aparentemente, só flores".
Na verdade, Margaret não foi mencionada na versão original de You're the Top de Porter; no entanto, na versão britânica da música adaptada por P. G. Wodehouse, duas linhas foram alteradas, e You're an O'Neill drama / You're Whistler's mama passou a ser You're Mussolini / You're Mrs Sweeny.
De acordo com Lyndsy Spence, uma das biógrafas da duquesa, o duque de Argyll falsificou uma escritura de venda (às vezes chamada de escritura de doação, oferecendo vários itens do Castelo de Inveraray como garantia) antes de seu casamento, em troca de seu dinheiro, que foi usado para restaurar a casa de sua família em Inveraray. Ele também grampeou o carro dela. A própria duquesa falsificou cartas para semear dúvidas sobre a paternidade de Ian Campbell, o marquês de Lorne, e Lorde Colin Campbell, filhos de seu marido de seu segundo casamento com Louise Timpson; e ela até tentou adquirir um bebê recém-nascido que pudesse passar como o legítimo herdeiro de seu marido.

## Divórcio do duque de Argyll
Em poucos anos, o casamento estava se desintegrando. O duque era conhecido por ser viciado em álcool, jogos de azar e abuso de drogas, e foi descrito como fisicamente violento e emocionalmente abusivo por suas duas primeiras esposas, cujo dinheiro ele tentou usar para manter o Castelo de Inveraray. Ele suspeitou da infidelidade da duquesa e, enquanto ela estava em Nova Iorque, contratou um chaveiro para arrombar um armário em sua casa em Mayfair, 48 Upper Grosvenor Street. As evidências descobertas resultaram no caso de divórcio de 1963, no qual o duque acusou sua esposa de infidelidade e incluiu um conjunto de fotos polaroide da duquesa nua, exceto por seu colar de pérolas de três fios, na companhia de outro homem. Havia também fotos da duquesa performando sexo oral em um homem nu cujo rosto não foi mostrado. Especulou-se que este "homem sem cabeça" era o Ministro da Defesa Duncan Sandys (mais tarde lorde Duncan-Sandys, ex-genro de Winston Churchill), que se ofereceu para renunciar ao gabinete.
A duquesa apresentou uma reconvenção ao divórcio, acusando o duque de cometer adultério com sua madrasta, Jane Corby Whigham. Ela desistiu do caso no dia da audiência devido à falta de uma testemunha e, mais tarde, teve que pagar uma indenização de £ 25.000 à sua madrasta, que a processou por difamação, calúnia e conspiração para subornar perjúrio.
Foi produzida uma lista de até 88 homens com quem o duque acreditava que sua esposa havia se relacionado. Diz-se que a lista incluía dois ministros do governo e três membros da família real britânica. O juiz comentou que a duquesa havia se envolvido em "atividades sexuais repugnantes". lorde Denning, que foi chamado pelo governo para rastrear o "homem sem cabeça", comparou a caligrafia dos cinco principais "suspeitos" (Duncan Sandys; Douglas Fairbanks Jr.; John Cohane, um empresário americano; Peter Combe, ex-assessor de imprensa do Hotel Savoy ; e Sigismund von Braun, irmão do cientista alemão Wernher von Braun) com as legendas escritas nas fotografias. Alega-se que esta análise provou que o homem em questão era Fairbanks, então casado há muito tempo com sua segunda esposa, mas isso não foi tornado público.
Ao conceder o divórcio, lorde Wheatley, o juiz presidente, disse que as evidências estabeleceram que a duquesa "era uma mulher completamente promíscua cujo apetite sexual só podia ser satisfeito com vários homens". Ele continuou: "Sua atitude em relação à santidade do casamento era o que os modernos chamariam de 'iluminada', mas que em linguagem simples era totalmente imoral". Muitos dos homens com quem a duquesa supostamente dormiu eram homossexuais; ela não estava disposta a divulgar isso, pois atos sexuais entre homens eram ilegais no Reino Unido na época.
A duquesa nunca revelou a identidade do "homem sem cabeça", e Fairbanks sempre negou a alegação. Muito tempo depois, alegou-se que havia, na verdade, dois "homens sem cabeça" nas fotografias, Fairbanks e Sandys, este último identificado com base na declaração da duquesa de que "a única câmera Polaroid no país naquela época havia sido emprestada ao Ministério da Defesa".  Em 2013, a nora do duque, lady Colin Campbell, declarou que o "homem sem cabeça" era um executivo americano chamado Bill Lyons.

## Últimos anos

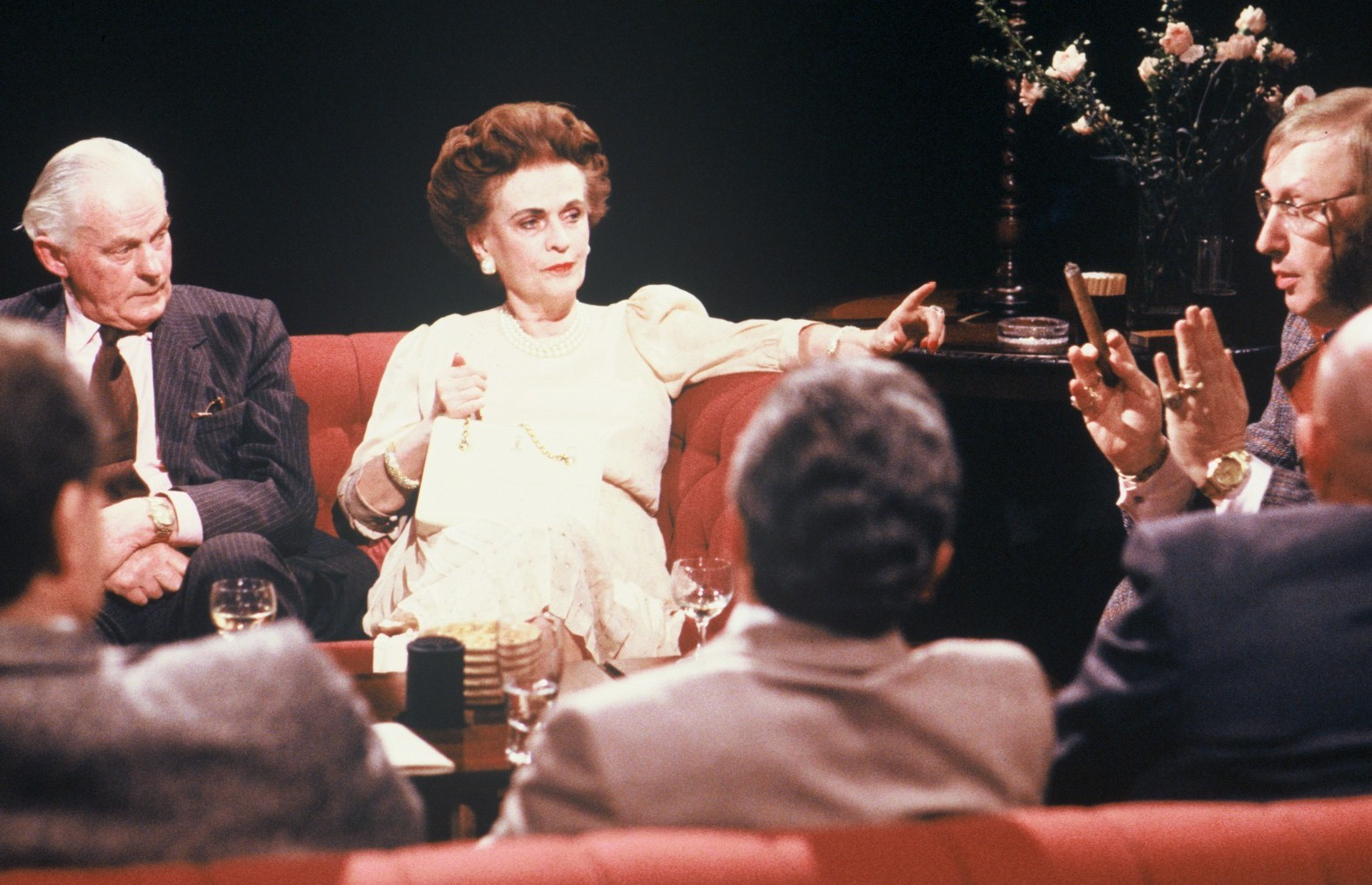
Margaret, duquesa de Argyll, no programa televisivo After Dark em 1988

A duquesa escreveu uma autobiografia, Forget Not (publicada pela W. H. Allen Ltd em 1975), que foi criticada negativamente por seu uso excessivo de nomes de pessoas importantes e pela sua postura de direito. Ela também emprestou seu nome como autora para um guia de como receber bem. Com sua fortuna reduzida, ela abriu sua casa em Londres, na 48 Upper Grosvenor Street, que havia sido decorada para seus pais em 1935 por Syrie Maugham, para visitas pagas. Seu estilo de vida extravagante e investimentos mal planejados a deixaram praticamente sem dinheiro quando faleceu.
Em 1978, as dívidas de Margaret a forçaram a se mudar de Upper Grosvenor Street e se mudar para uma suíte no Grosvenor House Hotel com sua criada. Em abril de 1988, na noite após o Grand National, ela apareceu em um programa de discussão da Channel 4 After Dark sobre corridas de cavalos, "como ela mesma disse, para apresentar o ponto de vista do cavalo", saindo do programa depois "porque estava muito sonolenta". Em 1990, incapaz de pagar as contas do hotel, foi despejada e, com o apoio de amigos e de seu primeiro marido, mudou-se para um apartamento.

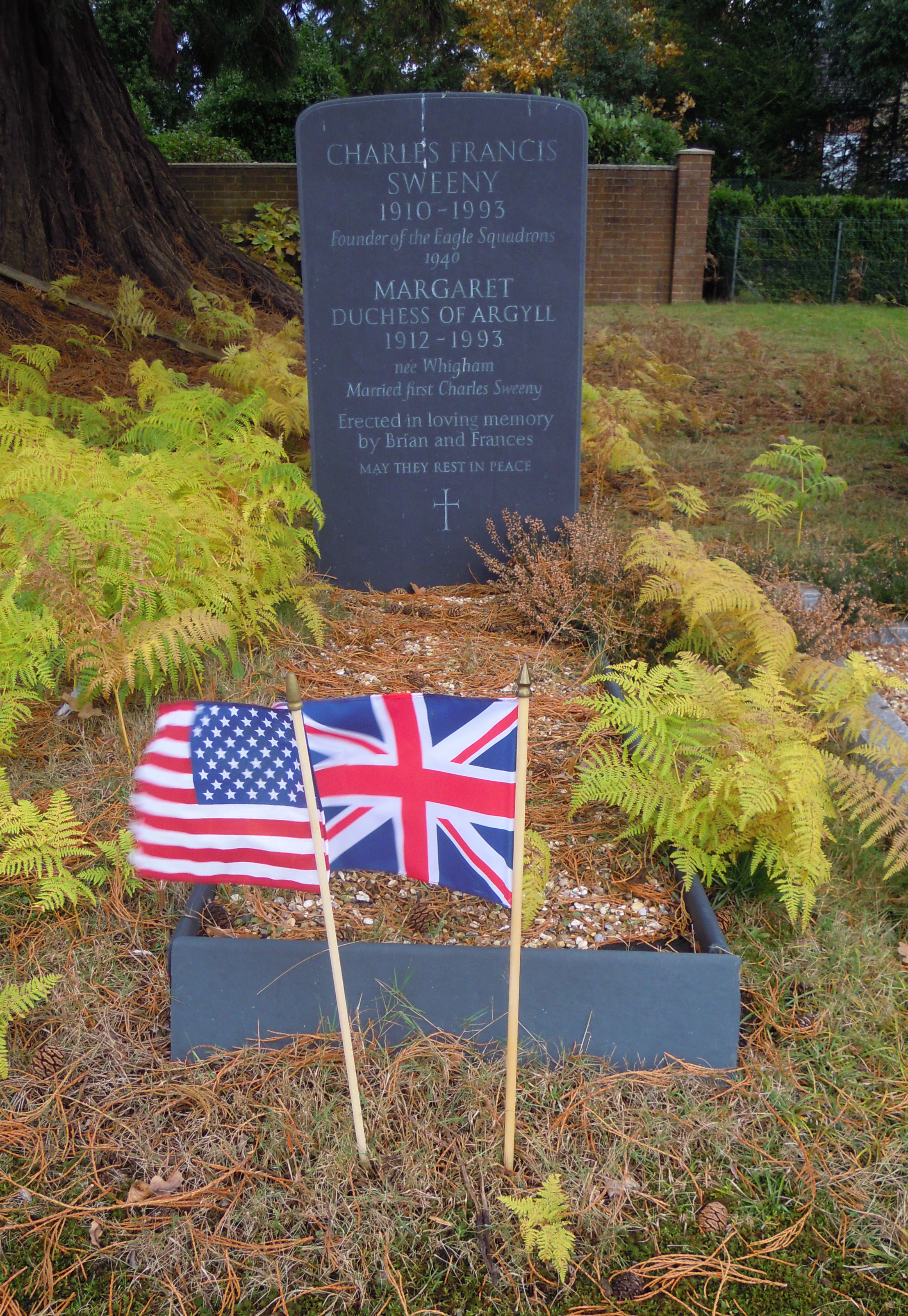
Túmulo de Margaret, duquesa de Argyll, e de seu primeiro marido, no Cemitério de Brookwood, Surrey

Os filhos de Margaret a colocaram mais tarde em um asilo de idosos em Pimlico, Londres. A duquesa faleceu em extrema pobreza em 1993, após uma queda grave no asilo. Seu funeral, uma missa de réquiem, foi realizado na Igreja da Imaculada Conceição, em Farm Street, Mayfair. Ela foi enterrada ao lado de seu primeiro marido, Charles Sweeny, que havia falecido apenas quatro meses antes, no Cemitério de Brookwood, em Woking, Surrey.
Em 1974, Margaret pediu a Charles Castle para escrever sua biografia. Ele então publicou The Duchess Who Dared – The Life of Margaret, Duchess of Argyll em 1994. O livro foi reimpresso em 1995 pela Pan Books e, em 2021, para coincidir com a aérie de televisão A Very British Scandal, pela Swift Press.

## Personalidade
A duquesa disse em 1988 ao The New York Times: "Não acho que alguém tenha realmente estilo ou classe hoje em dia. Todos ficaram velhos e gordos". Ela se descreveu como "sempre vaidosa". Outra citação revela um pouco de sua personalidade: "Sempre um poodle, só um poodle! Isso, e três fios de pérolas!" ela disse. "Juntas, essas são absolutamente as coisas essenciais da vida".

## Na cultura popular
- Powder Her Face, uma ópera de câmara baseada nos eventos principais da vida da duquesa, teve sua estreia no Cheltenham Music Festival em 1995. O compositor inglês Thomas Adès escreveu a música, e o romancista Philip Hensher contribuiu com o libreto; o Festival, juntamente com a Almeida Opera, comissionou a peça.[29] A personagem da duquesa na ópera, uma imagem da verdadeira mulher refratada por uma sensibilidade cáustica e de camp, foi projetada para suscitar tanto simpatia quanto desprezo.[30]

- O divórcio de Margaret e do duque de Argyll foi dramatizado na minissérie da BBC/Amazon Studios A Very British Scandal, escrita por Sarah Phelps e transmitida em 2021, estrelando Claire Foy como a duquesa.[31][32][33]